# Dorymyrmex grandulus
Dorymyrmex grandulus is een mierensoort uit de onderfamilie van de Dolichoderinae. De wetenschappelijke naam van de soort is voor het eerst geldig gepubliceerd in 1922 door Forel.